# Michiel Borstlap
Michiel Borstlap (Den Haag, 5 augustus 1966) is een Nederlands concertpianist, componist en Co-Founder van Gallery Play Media. Hij is als muzikant actief sinds 1992.

## Loopbaan
Borstlap werd geboren in Den Haag als zoon van de avant-gardecomponist Dick Borstlap en schrijfster Bertien de Moor en hij groeide op in Utrecht. In 1992 rondde hij zijn studie aan het conservatorium in Hilversum cum laude af. Hetzelfde jaar mocht hij de eerste prijs van de Europe Jazz Contest in Brussel in ontvangst nemen, in de categorie beste solist. Twee jaar later gaf hij zijn eerste concert op het North Sea Jazz Festival, waar hij sindsdien jaarlijks optreedt.
In 1996 ontving Borstlap voor zijn compositie Memory of Enchantment de Amerikaanse Thelonious Monk/BMI Composers Award. Herbie Hancock en Wayne Shorter namen het op voor hun album 1 + 1, en het vormde tevens een vast onderdeel van het repertoire tijdens de tournees die zij tussen 1997 en 2014 maakten. Een jaar later tekende de pianist een platencontract bij Verve. In 2001 werkt hij ook mee aan de track Temple Of Dance van Soulvation.
In 2003 werd Borstlap in opdracht van de emir van Qatar uitgenodigd tot het componeren van de Arabische opera Avicenna. Twee jaar later richtte hij zijn eigen platenlabel op, Gramercy Park Music. In 2007 ontving Borstlap een nominatie voor de Polar Music Prize. In 2008 trad hij op met zijn project Eldorado Concert & Club en in een duo met Bill Bruford. Dat jaar kreeg hij een Gouden Kalf voor zijn muziek in de film Tiramisu, geregisseerd door Paula van der Oest. Tevens was hij genomineerd voor een Edison voor de cd Eldorado. Dit album ontving in 2009 de Edison Jazz Award. In 2009 was hij met de jazzformatie BBG (Bennink-Borstlap-Glerum) op tournee.
In 2010 bracht Borstlap SOLO 2010 uit, in 2011 het album Blue (Songs from Father to Daughter). In 2012 tekende hij een contract met BMG. In 2013 toerde met zijn soloalbum Reflective door binnen- en buitenland. Van dit album verscheen er een pianoboek.
In 2014 werd zijn album 'Frames' uitgebracht. Hij toerde met dit album door Nederland, en in 2015 speelde de muziek van Frames een centrale rol in de samenwerking met het Rotterdamse Scapino Ballet. In 2016 verscheen een livealbum, opgenomen in de Amsterdamse ArenA. Het album ArenA bevat zowel een cd als een dvd. 
In 2015 trad Borstlap toe tot de Akademie van Kunsten, onderdeel van de KNAW. In 2017 bracht Michiel Borstlap een nieuw piano soloalbum uit; 'Velvet', met daarop opnames met zijn eerste staande piano. Dit instrument was ook de basis van het geluidssculptuur 'audire et videre I' wat hij maakte in opdracht van Museum de Fundatie, in Zwolle. Dit kunstwerk is te horen in het Atrium van het gebouw en behoort tot de vaste collectie van het museum. Het is voor het eerst dat Michiel Borstlap als exposerende kunstenaar te beluisteren is in een museum.

## Discografie
- 1992: Day Off (als Michiel Borstlap Sextet)
- 1995: The Sextet Live (als Michiel Borstlap Sextet)
- 1997: Residence (als Michiel Borstlap Trio)
- 1997: 3 (als Bennink/Borstlap/Glerum)
- 1997: White House (als White House)
- 1999: Body Acoustic (Verve/Polygram)
- 2000: LiveLine (Emarcy/Universal)
- 2001: Gramercy Park (Emarcy/Universal)
- 2004: Piano Solo Standards (Emarcy/Universal)
- 2004: Live in Holland (dvd) (met Bill Bruford)
- 2005: Coffee & Jazz
- 2005: Every Step a Dance, Every Word a Song (met Bill Bruford)

- 2006: BBG (dvd) (als Bennink/Borstlap/Glerum)
- 2008: In Two Minds (met Bill Bruford)
- 2008: Eldorado (re-issues in Japan, Singapore & Indonesia)
- 2008: Monk Vol. One (als Bennink/Borstlap/Glerum)
- 2010: SOLO 2010
- 2011: Blue (Songs from Father to Daughter)
- 2012: 88 Michiel Borstlap Trio
- 2013: North Sea Jazzfestival Legendary Concerts
- 2013: Reflective
- 2014: Frames
- 2016: Arena (Live at the Amsterdam Arena)
- 2017: Velvet
- 2018: Georg
- 2019: The Power Of Music Plays Silence And Shadow Within
- 2019: \\\\ aka Four Joris Voorn (track 13: 'Blanky')
- 2020: Michiel Borstlap plays Joris Voorn
- 2021: MVSES
- 2021: Elements
- 2022: "Pace"
- 2024: "World Tour"

## Hitlijsten

### Albums
| Album met eventuele hitnotering(en) in de Nederlandse Album Top 100 | Datum van verschijnen | Datum van binnenkomst | Hoogste positie | Aantal weken | Opmerkingen |
| ------------------------------------------------------------------- | --------------------- | --------------------- | --------------- | ------------ | ----------- |
| Eldorado                                                            | 2008                  | 02-02-2008            | 39              | 6            |             |
| Solo 2010                                                           | 2010                  | 27-03-2010            | 20              | 5            |             |

## Schrijver
Borstlap schreef een boek over zijn avonturen in Qatar, die hij beleefde tijdens het componeren en uitvoeren van zijn opera. Het werd uitgegeven door Uitgeverij G.A. van Oorschot.
- Bibsys: 13036917
- Bibliothèque nationale de France: cb162767872 (data)
- Gemeinsame Normdatei: 133310221
- International Standard Name Identifier: 0000 0001 1877 3958
- Library of Congress Control Number: no2001017118
- MusicBrainz: abe3c950-d066-4199-81c7-dfcc9f60ecf7
- Nederlandse Thesaurus van Auteursnamen: 105405043
- Virtual International Authority File: 67652031
- WorldCat: E39PBJfRGBqqjY9cKTKh6kmfMP